# المقدام بن معدي كرب
المقدام بن معدي بن كرب أحد صحابة الرسول ﷺ اسمه المقدام بن معدي بن كرب بن عمرو الكندي، وروى أربعين حديثا عن رسول الله محمد ﷺ. سكن مدينة حمص وتوفي في بلاد الشام سنة 87 هـ.

## من مواقفه مع الصحابة
عن مواقفه مع الصحابة -رضي الله عنهم- فقد وفد المقدام بن معديكرب وعمرو بن الأسود ورجل من بني أسد من أهل قنسرين إلى معاوية بن أبي سفيان فقال معاوية للمقدام أعلمت أن الحسن بن علي توفي؟ فرجع (أي قال إنا لله وإنا إليه راجعون) المقدام فقال له رجل أتراها مصيبة؟ قال له ولم لا أراها مصيبة وقد وضعه رسول الله  في حجره فقال: «هذا مني وحسين من علي؟» فقال الأسدي جمرة أطفأها الله عز وجل قال فقال المقدام أما أنا فلا أبرح اليوم حتى أغيظك وأسمعك ما تكره ثم قال يا معاوية إن أنا صدقت فصدقني وإن أنا كذبت فكذبني قال أفعل قال فأنشدك بالله هل سمعت رسول الله نهى عن لبس الذهب؟ قال نعم قال فأنشدك بالله هل تعلم أن رسول الله نهى عن لبس الحرير؟ قال نعم قال فأنشدك بالله هل تعلم أن رسول الله نهى عن لبس جلود السباع والركوب عليه؟ قال نعم قال فوالله لقد رأيت هذا كله في بيتك يا معاوية فقال معاوية قد علمت أني لن أنجو منك يا مقدام قال خالد فأمر له معاوية بما لم يأمر لصاحبيه وفرض لابنه في المائتين ففرقها المقدام على أصحابه قال ولم يعط الأسدي أحدا شيئا مما أخذ فبلغ ذلك معاوية فقال أما المقدام فرجل كريم بسط يده وأما الأسدي فرجل حسن الإمساك لشيئه.(2)

## روايته للأحاديث
روى المقدام بن معديكرب 40 حديثا عن رسول الله ومنها: روي البخاري في صحيحه «أن المقدام بن معديكرب: عن النبي قال (كيلوا طعامكم يبارك لكم)، شرح الحديث: (كيلوا طعامكم) أي زنوه عند شرائه أو بيعه (يبارك لكم) لامتثال أمر الشارع بكيله حتى لا يحصل شك أو منازعة وبفضل التسمية عند كيله ولدعائه فيها بالبركة في مد المدينة وصاعها، وعن المقداد بن معديكرب قال: رأيت رسول الله توضأ فلما بلغ مسح رأسه وضع كفيه على مقدم رأسه فأمرهما حتى بلغ القفا ثم ردهما إلى المكان الذي منه بدأ، وعن المقدام بن معديكرب قال: قال رسول الله: للشهيد عند الله ست خصال يغفر له في أول دفعة ويرى مقعده من الجنة ويجار من عذاب القبر ويأمن من الفزع الأكبر ويوضع على رأسه تاج الوقار الياقوتة منها خير من الدنيا وما فيها ويزوج اثنتين وسبعين زوجة من الحور [ العين ] ويشفع في سبعين من أقاربه (3)، وعن المقدام بن معديكرب قال: قال رسول الله:» إذا أحب أحدكم أخاه فليعلمه إياه، وورد في سنن ابن ماجه «عن المقدام بن معديكرب أن رسول الله قال:» إن الله يوصيكم بأمهاتكم (ثلاثا). إن الله يوصيكم بآبائكم. إن الله يوصيكم بالأقرب فالأقرب، وجاء في سنن الدارمي عن المقدام بن معديكرب الكندي: أن رسول الله حرم أشياء يوم خيبر الحمار وغيره ثم قال ليوشك الرجل متكئا على أريكته يحدث بحديثي فيقول بيننا وبينكم كتاب الله ما وجدنا فيه من حلال استحللناه وما وجدنا فيه من حرام حرمناه ألا وإن ما حرم رسول الله فهو مثل ما حرم الله، وقد روى عن الرسول عدة أحاديث منها لكسب الرزق.

## وفاته
مات بحمص سنة 87 هـ وهو ابن إحدى وتسعين سنة عاش إلى خلافة عبد الملك بن مروان ويقال: إلى خلافة ابنه الوليد بن عبد الملك (4).
وهو ابن 91 سنة توفي في المدينة ودفن بالبقيع